# Торос (остров)
Торос (от саам. «тоарос» — поперёк) — остров в Баренцевом море, в административном отношении входит в состав Александровского городского округа Мурманской области, Северо-Западный федеральный округ.

## Географическое положение
Остров Торос расположен в юго-центральной части Баренцева моря, к северу от входа в Кольский залив с его западной стороны. Расстояние от ближайшей части острова до материка 130 м, отделён от материка Торосским проливом.

## Описание
Остров Торос имеет неправильную прямоугольную форму, ориентированную в направлении северо-восток - юго-запад. Ближайшая к материку сторона длиннее противоположной части. Длина острова около 2,6 км, максимальная ширина 1,15 км. Торос имеет скалистые берега и также окружён скалами. Самая высокая точка острова находится в центре, максимальная высота составляет порядка 78,5 метра над уровнем моря, здесь находится точка геодезической триангуляции. В направлении к югу находится ещё один холм высотой 58,8 м. Глубина вокруг острова достигает 186 м. Остров Торос расположен рядом с небольшим мысом, на котором расположен необитаемый посёлок Кувшинская Салма.
На острове находится поселение Торос-остров, основанное в 1888 году как промысловое становище. В период Первой Мировой войны и Гражданской войны здесь размещалась береговая батарея, а впоследствии военная тюрьма.

## Ближайшие острова
Острова Лайновы находятся в 40 м к северу от Тороса, состоят из двух небольших островов. Северный остров имеет круглую форму и является самым большим из них. Диаметр 390 м. Максимальная высота 24,5 м над уровнем моря. Второй остров имеет меньшие размеры, каплевидный формы, длинной 200м и шириной менее 100 м. (69°18′55″с. ш. 33°28′25,5″в. д.)
Остров Кувшин в 170 м к юго-западу от Тороса, скалистый остров овальной формы, расположен у входа в губу Кислая. Длина 900 м, ширина в центре 350 м, высота 62 м, на южной стороне имеется ещё один холм высотой 21,6 м.
Между этими островами находится скала, ближе к острову Торос. (69°17′54″с. ш. 33°24′50″в. д.). Остров Зелёный расположен напротив входа в залив Сайда, в 600 м от материка и 1,7 км от острова Торос в южном направлении. (69°16′46″ с. ш. 33°24′34,55″

## Примечание
1. 1 2  ТОРОС-ОСТРОВ — Лексикон КС. lexicon.dobrohot.org. Дата обращения: 24 ноября 2022. Архивировано 24 ноября 2022 года.
2. ↑  ЗАТО Александровск. Администрация (2 мая 2014). Дата обращения: 24 ноября 2022. Архивировано из оригинала 2 мая 2014 года.
3. ↑  Лист карты R-36-103,104 Североморск. Масштаб: 1 : 100 000. Состояние местности на 1978 год. Издание 1990 г.